# مؤسسة كافلي
مؤسسة كافلي (بالنرويجية: Kavli Foundation‏) مقرها في أوكسنارد، كاليفورنيا، هو أساس الذي يدعم النهوض بالعلوم، وزيادة فهم الجمهور والدعم للعلماء وأعمالهم.
تأسست مؤسسة كافلي في ديسمبر 2000 من قبل مؤسسها ومتبرع، فريد كافلي، من كبار رجال الأعمال النرويج والذي هو حاليا ينشط في إنشاء معاهد البحوث في الجامعات في جميع أنحاء الولايات المتحدة وأوروبا، وآسيا .